# ایزو ۱۰۰۰۶
ایزو ۱۰۰۰۶:۲۰۰۳ مربوط به مدیریت کیفیت - راهنمایی‌هایی برای مدیریت کیفیت در پروژه‌ها می‌باشد که توسط سازمان بین‌المللی استانداردسازی گسترش داده شده‌است. این استاندارد برای تمام پروژه‌ها صرف نظر از طول و مدت زمان و همچنین میزان گستردگی محیطی و جغرافیایی قابلیت کاربرد دارد و همچنین می‌تواند برای انواع مختلف محصولی و خدماتی نیز به کار برود . این ایزو راهنمایی برای مدیریت پروژه نمی‌باشد، بلکه در غالب مدیریت کیفیت به مبحث مدیریت پروژه پرداخته و راهنمایی‌هایی برای مدیران مسئول پروژه برای حفظ کیفیت در طول انجام پروژه ارائه می‌دهد . البته باید به این امر نیز اشاره کرد که ایزو ۱۰۰۰۶ تنها یک راهنما است و نمی‌تواند به عنوان مدرک یا گواهی به کسی اعطا گردد.